# Aeroporto di Kärdla

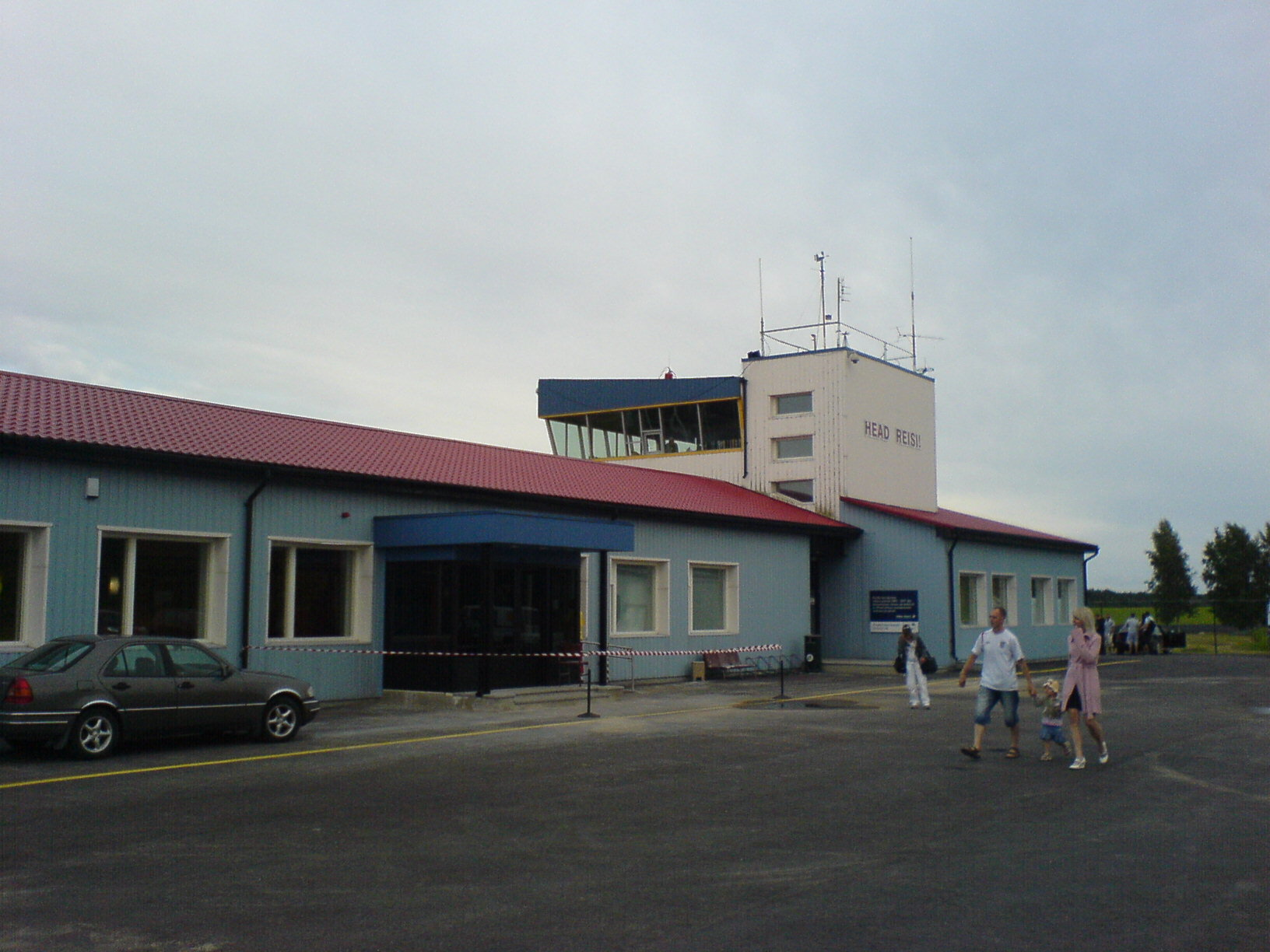
L'aerostazione di Kärdla.

L'Aeroporto di Kärdla (IATA: KDL, ICAO: EEKA) (in estone: Kärdla Lennujaam) è un aeroporto dell'Estonia. La struttura è situata 7 km ad est della città di Kärdla sull'Isola di Hiiumaa.
Il complesso aeroportuale è dotato di una pista di asfalto della lunghezza di 1520 metri e una larghezza di 30 metri. La direzione è 14/32. La pista è stata ristrutturata nel 1998, dal governo estone.

## Storia dell'aeroporto
L'aeroporto di Kärdla venne inaugurato nel 1963.
Negli anni successivi ci fu una discreta attività nell'aerostazione; con voli regolari su Tallinn, Haapsalu, Vormsi, Kuressaare, Riga, Pärnu, Viljandi e Tartu, e voli charter verso Murmansk, Vilnius e Kaunas.
Nel 1987 24.335 passeggeri viaggiarono attraverso questo aeroporto. Ma il traffico aereo diminuì drasticamente dopo che l'Estonia restaurò la propria indipendenza nel 1991 e nel 1995 solo 727 passeggeri lo ulilizzavano.
Da allora il traffico incrementò nuovamente fino ad arrivare nel 2010 ad un numero di 10.551 passeggeri.
L'aeroporto ha Giorni di Volo annuali il primo fine settimana di agosto

## Incidenti
Il 23 novembre 2001 un aeroplano con 17 persone a bordo precipitò lungo la tratta tra Tallinn e Kärdla nei pressi di Palade a Hiiumaa. Due persone morirono nell'incidente. Sono ancora in corso indagini su quanto accaduto.